# Woodface

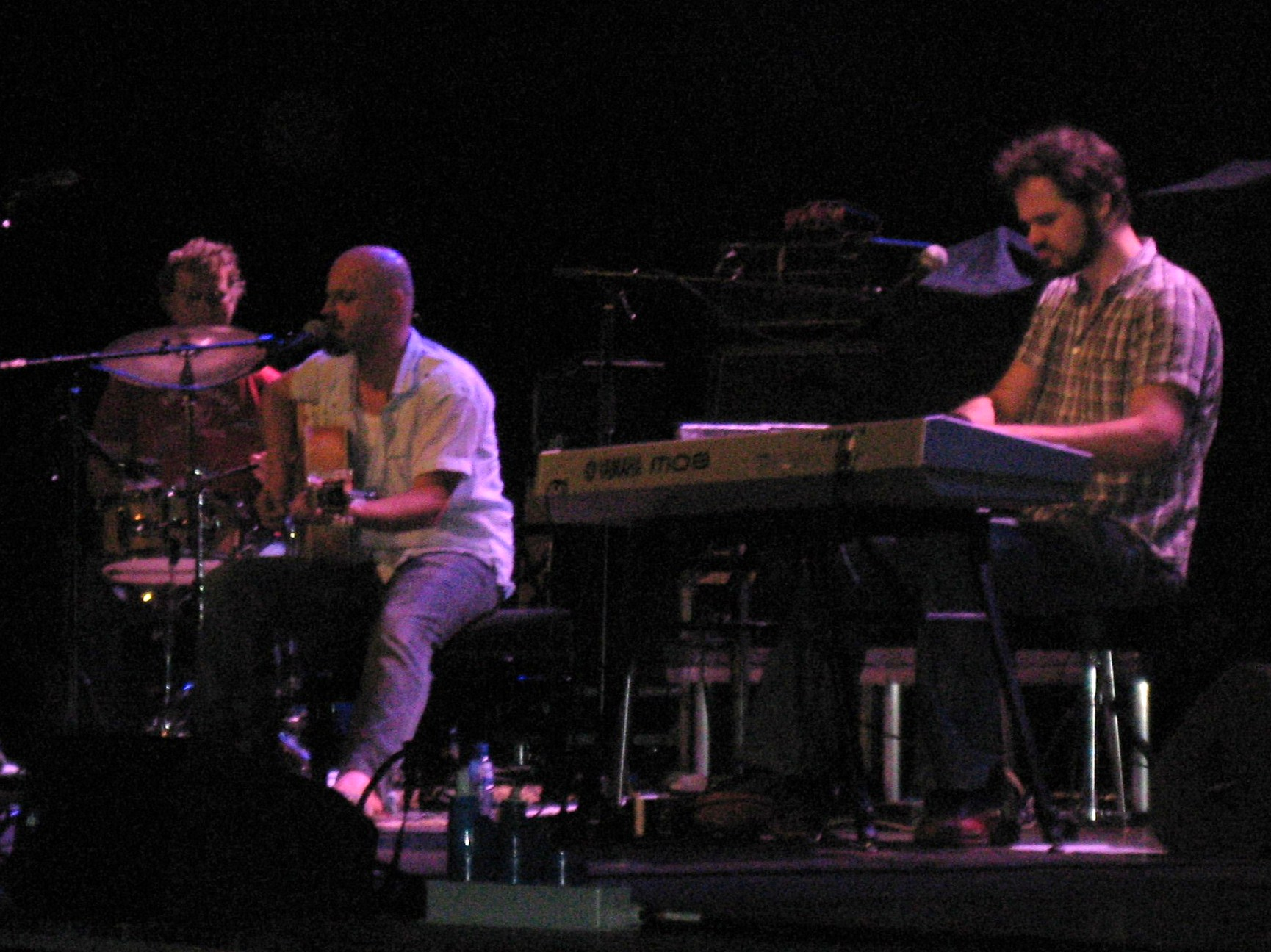
Woodface op 13 mei 2008

Woodface (2005-2009) was een Belgische rockgroep rond Gert Bettens (ook lid van K's Choice). Het eerste album van de groep kwam uit in het najaar van 2005 en kreeg de titel Good morning hope. Eind 2007 kwam de tweede cd van Woodface uit, genaamd Comet. De eerste single van dit album is I Will Carry You.
De band heeft zijn laatste optreden gegeven op 27 november 2009, waarna Gert, Koen, Thomas en Reinout de band K's Choice hervoegden om het album Echo Mountain (album) op te nemen.

## Leden
- Gert Bettens: zang, gitaar
- Koen Victor Lieckens: drums en percussie
- Thomas Vanelslander: elektrische gitaar
- Mirko Banovic: basgitaar
- Reinout Swinnen: keyboards